# Col·legi de l'Arquitectura Tècnica de Barcelona
El Col·legi de l'Arquitectura Tècnica de Barcelona (Cateb) és un col·legi professional que promou l'arquitectura tècnica a la província de Barcelona. Disposa d'una seu central a Barcelona i de sis delegacions, i integra un col·lectiu format per prop de 8.000 col·legiats i més de 200 societats professionals. Celestí Ventura Cisternas és l'actual president des de 2019. Al maig de 2017 va rebre la Creu de Sant Jordi "pel seu compromís de més de 75 anys en la recerca de l'excel·lència en el camp de la construcció i l'edificació, sumada a un ferm compromís cívic al servei del conjunt de la societat. Ha mantingut una continuada implicació amb la promoció professional del col·lectiu que representa, donant suport a la formació permanent i a la millora tècnica".
La seva funció se centra en treballar perquè la tasca que exerceixen els col·legiats s'adapti a les exigències que el mercat demana a cada moment, aplicant-la a la totalitat del cicle d'edificació amb criteris de qualitat i sostenibilitat, i amb tecnologia innovadora per contribuir a millorar la qualitat de vida dels ciutadans. A més d'assumir el paper d'entitat de serveis per als col·legiats, també ho és per a la resta de professionals i empreses del sector de l'edificació, l'arquitectura i l'urbanisme. El Col·legi forma part del Consell de Col·legis de l'Arquitectura Tècnica de Catalunya.

## Història
Els orígens del Cateb es remunten a l'1 de juliol de 1940, data en què es va constituir el Col·legi d'Aparelladors de Catalunya i Balears. Aquesta entitat va ser fruit de l'evolució de l'Associació d'Aparelladors d'Obres de Catalunya, que va ser fundada l'any 1929 coincidint amb l'Exposició Universal que es va celebrar en aquells moments a Barcelona. L'any 1936 l'entitat es va convertir en col·legi professional, per bé que no va començar a exercir les seves funcions fins quatre anys més tard a conseqüència de la situació política que es vivia en aquell moment. Del 1940 ençà, la institució i les funcions que ha desenvolupat han continuat caminant en paral·lel a l'evolució del país i a l'específica del sector de la construcció.
Al llarg de la seva història, el Cateb ha editat diverses publicacions, tant periòdiques com monogràfiques. La que ha tingut més prestigi ha estat "CAU: construcción, arquitectura, urbanismo", considerada un referent periodístic i de la història del disseny gràfic del segle xx.
Una data clau va ser el 12 de juliol del 1947, any en què se celebra la primera assemblea de col·legiats en la història del Col·legi. És al 1966 que la seu es trasllada al número 4 de la Via Augusta, on va comprar tres pisos i en va llogar un altre en un moment en què el sector participava d'un fort impuls econòmic degut a l'esclat de la construcció promogut per causes diverses, entre les quals hi havia els processos migratoris de l'època i l'entrada del turisme. En aquest moment, la presència de noves generacions, amb més contacte amb l'exterior cada vegada, removien amb força l'ambient immobilista instal·lat amb la dictadura franquista. Aquest anhel d'aires nous també va sacsejar els joves aparelladors que s'estaven formant a l'Escola d'Aparelladors, els quals, a més de demanar canvis interns en l'organització també reclamaven més actes culturals, activitats formatives, etc. El final d'aquesta etapa ve marcat per la convocatòria de les primeres eleccions democràtiques de la història de l'entitat que, l'octubre del 1967, van donar com a guanyadora la primera junta democràtica del Col·legi, anul·lades poc després pels membres continuistes que integraven el Consejo General de Colegios de Aparejadores de España. L'anul·lació no va durar gaire, ja que sis mesos després la nova junta va tornar a guanyar en una nova convocatòria electoral.
Al juny de l'any 2015 es van celebrar els 75 anys de la fundació del Col·legi Oficial d'Aparelladors de Catalunya i Balears, origen de l'actual Col·legi de l'Arquitectura Tècnica de Barcelona.
El 2018 es va celebrar 85è aniversari de la primera dona que es va titular com a aparelladora a Espanya i que es va incorporar al Cateb. Va ser Elvira de Azúa Gruart, qui va acabar la carrera d'aparelladora a Barcelona el 1933.

## Organització
La seu central del Col·legi està situada al número 5 del carrer del Bon Pastor de Barcelona. La façana de l'edifici incorpora des del 1993 una obra del poeta i artista Joan Brossa i Cuervo, anomenada “Poema visual d'una façana”. Es tracta d'una llagosta d'acer de set metres de llarg i tres tones de pes, realitzada pel pintor i dissenyador Josep Pla-Narbona, que corona un poema visual amb les 50 lletres que componen el nom del Col·legi, que cauen al llarg de la façana. Els escultors Carmen de la Calçada i Jaume Barrera són els autors de l'Escultura de llum inaugurada el 1998 com homenatge a l'artista Joan Brossa, situada a la zona de vianants del carrer del Bon Pastor de Barcelona. Es tracta d'una combinació de colors, llums i ombres produïdes per una sèrie de focus col·locats al llarg del carrer.
Aquesta seu allotja un Centre de Documentació, amb un fons documental sobre l'especialitat format per més de 23.000 llibres tècnics, més de 200 revistes especialitzades, vídeos i CD-ROM relacionats amb els processos de construcció i edificació. L'any 1991 es va passa anomenar Centre de Documentació Josep Renart. El seu catàleg en línia és de consulta pública, però l'accés a la biblioteca està restringit als col·legiats i a la resta de professionals i estudiants, mitjançant targetes d'usuari.
Pel que fa a les delegacions:
- La primera que es va crear va ser, l'any 1987, la Delegació d'Osona-Moianes (Osona-Moianès des del 2015), amb seu a Vic, per bé que molt abans es va inaugurar oficialment com a oficina, el 2 de desembre de 1974.
- La segona a obrir les portes va ser la Delegació del Bages-Berguedà-Anoia, a Manresa, el 20 de desembre de 1988. Actualment, també representa els professionals de la comarca de l'Anoia.
- El desplegament territorial es va ampliar dos anys després amb la creació de la Delegació del Vallès Oriental, a Granollers que es va inaugurar el 18 d'octubre de 1990.
- La Delegació del Vallès Occidental seria el 12 de desembre del 1991, a Terrassa.
- L'any 2007, la descentralització va continuar i va néixer la Delegació del Maresme a Mataró.
- L'ultima delegació a afegir-se va ser, el 2012, la Delegació de l'Alt Penedès-Garraf, amb seu a Vilafranca del Penedès.[14]

## Façana
El 15 de juny de 1993 es va col·locar sobre la façana de la seu del Cateb, al carrer del Bon Pastor, número 5, un poema visual de Joan Brossa, anomenat Poema visual per a una façana, format per cent lletres de colors i l'escultura d'una llagosta col·locada a dalt de tot de l'edifici, obra del grafista Josep Pla-Narbona, realitzada en acer corten, amb un pes de tres tones, i que forma la lletra A amb la pota de l'animal.